# Cassola de fang
|  | Per a altres significats, vegeu « Perol». |

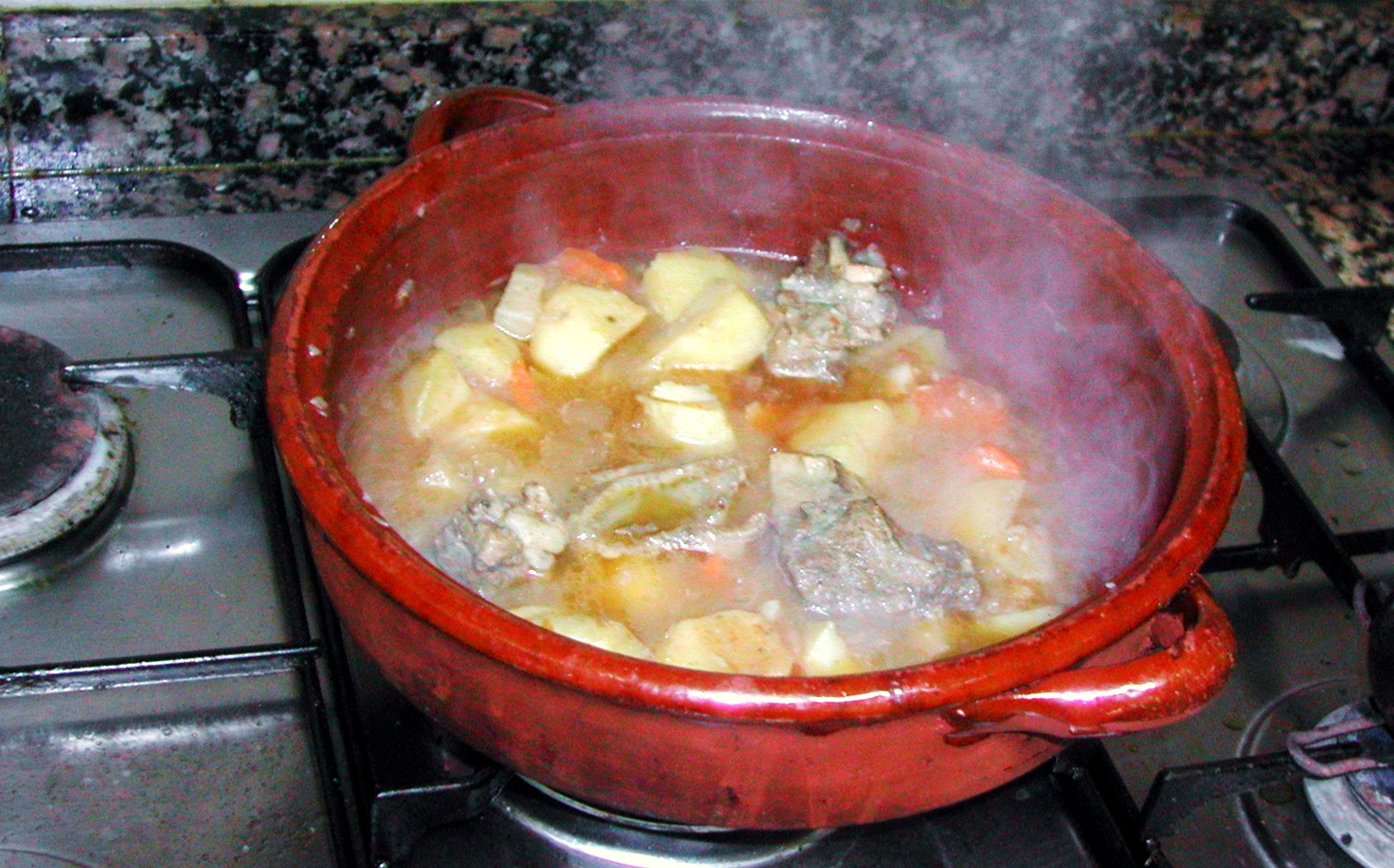
Una cassola de fang mallorquina al foc, coent uns escaldums

La cassola de fang, greixonera, perol, tià a Menorca o simplement cassola és un recipient fet d'argila, rodó, baix i ample, que s'empra per a cuinar aliments al foc, en fogó o al forn. Actualment n'hi ha de fetes de ferro.

## Origen
Els recipients de terrissa s'usaven ja a l'època grecoromana, sense gaire canvis, i s'usen encara a la cuina tradicional de molts pobles on van tenir influència. Alguns exemples són la cassola del caçolet, a Occitània, i, al Marroc, la tagina.
Als Països Catalans les cassoles de terrissa que aguanten el foc directe, iguals que les que usem avui dia, estan documentades des del segle XIV; per exemple, l'any 1348 a Morvedre (Sagunt) i el 1389 a Barcelona. En aquella època, als Pirineus no hi havia terra naturalment refractària i, mentre no se sabia com fer-ho perquè suportessin foc directe sense trencar-se, es feien per a foc lateral, i llavors eren altes, amb base també plana.

## Propietats
L'argila és un material porós, que tendeix a absorbir els líquids, llavors, com se sol fer en els recipients culinaris (cassoles, morters, etc.) s'envernissa l'interior per a garantir-ne l'estanquitat i de passada embellir la cassola. La cocció en cassola de fang es destria de la cocció en recipients de metall pel fet que la terrissa és, al contrari del metall, mala conductora de la calor, de manera que els aliments es couen més lentament i d'una manera més homogènia que en els metàl·lics, en els quals si no es remena bé tota l'estona es rosteix molt més la part que toca el fons o les parets. Un plat d'arròs, per exemple, amb una recepta idèntica, mai no serà igual si és cuit en una cassola que si ho és en una paella. Pel mateix motiu és també un material que es manté molt calent durant més temps, i en particular mentre és a taula.

## Relació amb el foc
Les cassoles de terrissa es poden fer servir directament al foc, sobre fogons de gas o bé al forn. Això permet de cuinar algunes preparacions que es comencen a fer als fogons però se solen acabar al forn. I també permetia de rescalfar fàcilment els plats, i encara ara es fa d'una manera més homogènia i asseca menys els aliments que usant el forn micro-ones.
En canvi, no es poden usar en cuines d'inducció. En cuines elèctriques en principi tampoc, però no es trenquen si es posen sobre el foc apagat i aquest es va posant més fort molt suaument i a poc a poc. Per a aquests tipus de cuines es fan unes cassoles de ferro que se suposa que són equivalents, però, malgrat que tenen un aspecte similar -també són rodones, amples i baixes- les seves propietats lligades al material resten molt diferents, i els plats resultants no resulten iguals.

## Plats més emblemàtics
La cuina en cassola és molt típica de la cuina casolana catalana. S'hi fa, per exemple, el gall dindi o pollastre de Nadal, molts estofats (si bé actualment es poden fer amb olla de pressió), plats de pasta, com els fideus a la cassola, plats d'arròs diversos i en particular l'arròs a la cassola, etc.

## Altres recipients
Altres recipients tradicionals d'ús quotidià en cuina són, per exemple, el morter o les cassoletes que fem servir per a postres com la crema catalana i que de vegades també s'usen per a servir les olives o les tapes. Altres recipients per a anar al foc, que almenys originàriament eren de terrissa, són, per exemple, la cassola, la casserola, l'olla, la greixonera, la panadera, la paella, el tupí i la marmita.
L'olla era a l'Edat Mitjana de terrissa i aguantava el foc directe del fogó o del forn. Al començament eren sempre bombades, però més tard també se'n van començar a fer de cilíndriques.
Les greixoneres són recipients de terrissa amples i baixos que serveixen per a coure aliments al fogó o al forn. N'hi ha de rodones i d'altres que són allargades, que poden ser rectangulars o ovalades. La greixonera baixa i rodona, es pot usar al fogó i apareix a Lleida als segles xiii i xiv. Les greixoneres allargades, en canvi, s'usen per a foc lateral o al forn. D'aquestes, la més antiga de la qual se sap la data amb seguretat, s'ha trobat prop de Sant Miquel de Mata, a la primera meitat del segle xv. S'usava per a rostir, recollir els sucs de l'ast, etc.
La panadera era l'estri dissenyat per a coure panades. Aquest estri medieval apareix referencial al Llibre del cóc, editat el 1520 però escrit abans del 1491. Les patates a la panadera són patates tallades a rodanxes que es couen al forn en aquest recipient, normalment cobertes de rodanxes de tomàquet i gratinades amb pa ratllat, all i julivert trinxats. En general, una panadera són verdures o hortalisses cuites d'aquesta manera. El tupí es feia servir a Catalunya. Era de terrissa, amb la base plana i una ansa, per a foc lateral. A la zona oriental dels Pirineus se'n deia ansat i hi ha referències del segle xvii a Barcelona en què se'n diu "olla d'ansa", però al llarg del segle XX aquest noms han reculat a favor de tupí. El tupí ha donat nom a un plat i a un formatge. La paella de terrissa amb un mànec lateral ja s'utilitzava, almenys, al segle xii. Encara es fan a Breda.
Marmita és el nom que es donava a Arenys de Mar a l'aparell format per dos cossos superposats. N'hi havia de dos tipus, amb forats a la base del cos superior o sense. El tipus amb forats servia per a coure al vapor.